# Songo americano
Songo Americano è il primo album discografico del cantante e attore italiano Johnny Dorelli, pubblicato nel 1955 dalla CGD.

## Descrizione
Considerato uno dei primi esponenti del jazz italiano, imponendosi con uno stile detto "confidenziale", elegante e raffinato che si ispirava al modello americano del crooner alla Frank Sinatra, Dorelli si fa le ossa in qualità di pianista jazz, poi come interprete, con classici appartenenti al cosiddetto American Songbook di autori come Porter, Gershwin, Rodgers e tanti altri.
Nel 1948 si trasferisce negli Stati Uniti, dove suo padre Aurelio Guidi, cantante tenore con lo pseudonimo di Nino D'Aurelio, si era trasferito per lavoro insieme alla moglie Teresa. Studia il contrabbasso e il pianoforte alla High School of Music and Art di New York e si fa notare in concorsi televisivi per giovani talenti, dove si esibisce con il nome d'arte di Johnny Dorelli (il cognome D'Aurelio storpiato dagli statunitensi).
Dopo un esordio nel 1951 a 14 anni con il 78 giri Arrotino/Famme durmì per La voce del padrone, Dorelli rientrò in Italia nel 1955 e fu messo sotto contratto dalla CGD di Teddy Reno, per la quale incise i primi 78 giri, cover di brani statunitensi.
L'album è composto integralmente da classici della musica d'oltreoceano, tratti dal repertorio di Lorenz Hart, Richard Rodgers, Cole Porter, Dolores Vicki Silvers, Gus Kahn, Walter Donaldson, Harry Warren e Johnny Mercer, più un brano tratto dalla tradizione della musica napoletana, Suspiranno "Mon Amour", già portato al successo da Roberto Murolo e Jula De Palma.
Dall'album fu estratto un EP a 45 giri di quattro tracce, Learning the Blues/Songo Americano/Lover/Suspiranno"Mon Amour".

## Edizioni
L'album è stato pubblicato in Italia nel 1955 dall'etichetta CGD con numero di catalogo MV 0203, in formato 10" 33 ⅓ e attualmente non è disponibile né in digitale né per lo streaming.

## Tracce
1. Lover
2. Suspiranno "Mon Amour"
3. What Is This Thing Called Love
4. Learning the Blues
5. Songo Americano
6. Darling Je Vous Aime Beaucoup
7. Love Me or Leave Me
8. Jeepers Creepers